# Керпініш (комуна)
Керпініш (рум. Cărpiniș) — комуна у повіті Тіміш в Румунії. До складу комуни входять такі села (дані про населення за 2002 рік):
- Єча-Міке (1154 особи)
- Керпініш (3697 осіб)

Комуна розташована на відстані 434 км на захід від Бухареста, 25 км на захід від Тімішоари.

## Населення
За даними перепису населення 2002 року у комуні проживали 7166 осіб.
Національний склад населення комуни:
| Національність   | Кількість осіб | Відсоток |
| ---------------- | -------------- | -------- |
| румуни           | 6196           | 86,5%    |
| цигани           | 540            | 7,5%     |
| угорці           | 283            | 3,9%     |
| німці            | 124            | 1,7%     |
| серби            | 9              | 0,1%     |
| українці         | 6              | 0,1%     |
| словаки          | 5              | 0,1%     |
| росіяни-липовани | 1              | < 0,1%   |
| хорвати          | 1              | < 0,1%   |
| італійці         | 1              | < 0,1%   |

Рідною мовою назвали:
| Мова       | Кількість осіб | Відсоток |
| ---------- | -------------- | -------- |
| румунська  | 6310           | 88,1%    |
| циганська  | 488            | 6,8%     |
| угорська   | 235            | 3,3%     |
| німецька   | 116            | 1,6%     |
| українська | 5              | 0,1%     |
| сербська   | 5              | 0,1%     |
| словацька  | 5              | 0,1%     |
| хорватська | 1              | < 0,1%   |
| італійська | 1              | < 0,1%   |

Склад населення комуни за віросповіданням:
| Релігія                             | Кількість осіб | Відсоток |
| ----------------------------------- | -------------- | -------- |
| православні                         | 5306           | 74,0%    |
| римо-католики                       | 871            | 12,2%    |
| п'ятдесятники                       | 644            | 9,0%     |
| баптисти                            | 90             | 1,3%     |
| адвентисти                          | 81             | 1,1%     |
| реформати                           | 77             | 1,1%     |
| греко-католики                      | 77             | 1,1%     |
| лютерани (Аугсбурзького сповідання) | 4              | 0,1%     |
| унітарії                            | 1              | < 0,1%   |
| не вказали релігію                  | 4              | 0,1%     |